# Capitanes de abril
Capitanes de abril (en portugués original Capitães de Abril) es una película de drama y ficción histórica del año 2000, dirigida por Maria de Medeiros, una coproducción entre Portugal, España, Italia y Francia .  Fue el primer largometraje de María de Medeiros como directora, habiendo alcanzado un notable éxito en la taquilla portuguesa. 
La historia de la película está basada en el golpe de Estado militar que tuvo lugar en Portugal el 25 de abril de 1974 y rinde homenaje a los jóvenes soldados que rescataron su patria de esa época oscura, en particular a Salgueiro Maia.  

## Argumento
En 1974 Portugal estaba sometida a uno de los régimen dictatoriales más antiguos de Europa, iniciado por Salazar en 1933. Las constantes guerras coloniales, la represión política y la mala marcha del país provocó una revolución pacífica de los militares de izquierda. La película se centra en los hechos que ocurrieron desde el 24 de abril al 26 de abril, centrándose sobre todo en el capitán Salgueiro Maia.

## Elenco
- Stefano Accorsi como Salgueiro Maia
- María de Medeiros como Antónia
- Joaquim de Almeida como Gervásio
- Frédéric Pierrot como Manuel
- Fele Martínez como Lobão
- Manuel João Vieira como Fonseca
- Marcantónio Del Carlo como Silva
- Emmanuel Salinger como Botelho
- Rita Durão como Rosa
- Manuel Manquiña como Gabriel
- Duarte Guimarães como Daniel
- Manuel Lobão como Fernandes
- Luis Miguel Cintra como País
- Joaquim Leitão como Filipe
- Henrique Canto y Castro como Salieri
- Rogério Samora como Rui Gama
- Pedro Hestnes como Emílio
- Marcello Urgeghe como locutor de radio
- José Airosa como Paulo Ruivo
- José Boavida como técnico de radio
- António Capelo como Chamarro
- Ruy de Carvalho como Spínola
- Ricardo País como Marcelo Caetano
- José Eduardo como Virgilio
- Pedro Miguel como Pedro
- Raquel Mariano como Amelia
- Horacio Santos como Cesario
- Otelo Saraiva de Carvalho como Su propia voz
- João Reis como voz portuguesa de Salgueiro Maia
- Vitor Rochacomo Delegado de Spínola / Voz portuguesa de Manuel
- Miguel Moreira como voz portuguesa de Botelho
- Pedro Carraça como voz portuguesa de Lobão
- Sérgio Godinho como voz portuguesa de Gabriel

## Premios
- Presentada en la sección " Una cierta mirada " del Festival de Cine de Cannes en el año 2000.
- Premio del Público en el Festival de Arcachon.
- Premio a la mejor película en la Exposición Internacional de São Paulo en 2000.
- Premio a la mejor película y mejor actriz (Maria de Medeiros), en los Globos de Oro, en 2001.